# Naturwaldreservat Damm
Naturwaldreservat Damm este o arie protejată (arie specială de conservare — SAC, sit de importanță comunitară — SCI) din Germania întinsă pe o suprafață de 74,94 ha, integral pe uscat.

## Localizare
Centrul sitului Naturwaldreservat Damm este situat la coordonatele 48°44′08″N 11°47′06″E / 48.7356°N 11.785°E.

## Înființare
Situl Naturwaldreservat Damm a fost declarat sit de importanță comunitară în martie 2001 pentru a proteja un număr necunoscut de specii din flora spontană și fauna sălbatică aflate în arealul zonei. Situl a fost protejat și ca arie specială de conservare în aprilie 2016.

## Biodiversitate
Situată în ecoregiunea continentală, aria protejată conține 1 habitat natural: Păduri de fag Luzulo-Fagetum.
La baza desemnării sitului se află un număr nedeclarat de specii protejate.